# Scottish Chamber Orchestra
La Scottish Chamber Orchestra (SCO) è un'orchestra da camera britannica con sede a Edimburgo. La SCO è una delle cinque Compagnie Nazionali di Arti dello Spettacolo in Scozia e si esibisce in tutta la Scozia, comprese le tournée annuali nelle Highlands e nelle isole scozzesi e nel sud della Scozia. La SCO appare regolarmente ai Festival di Edimburgo, East Neuk, St Magnus e Aldeburgh e ai Proms. La tournée internazionale della SCO riceve il sostegno del Governo scozzese. La SCO fa le prove soprattutto nella Queen's Hall di Edimburgo.

## Storia
La SCO fu costituita nel 1974, con Roderick Brydon come primo direttore principale, dal 1974 al 1983. Tra gli altri direttori principali ci figurano Jukka-Pekka Saraste (1987–1991) e Ivor Bolton (1994–1996). Il violinista e direttore d'orchestra americano Joseph Swensen è stato direttore principale dal 1996 al 2005 ed è ora direttore emerito della SCO. Sir Charles Mackerras ha ricoperto la carica di direttore laureato fino alla sua morte nel 2010. Il direttore d'orchestra estone Olari Elts è stato direttore principale ospite della SCO da ottobre 2007 a settembre 2010. Nell'ottobre 2008 la SCO annunciò la nomina di Robin Ticciati come quinto direttore principale dell'orchestra, effettivo a partire dalla stagione 2009-2010, con un contratto iniziale di 3 anni. Nell'ottobre 2010 la SCO annunciò l'estensione del contratto di Ticciati come direttore principale per altri 3 anni, fino alla stagione 2014-2015. Nel marzo 2013 la SCO estese ulteriormente il contratto di Ticciati come direttore principale fino al 2018. Nel maggio 2014 la SCO annunciò la nomina di Emmanuel Krivine come successivo direttore ospite principale, a partire da settembre 2015, per un periodo iniziale di 4 anni.
L'ex amministratore delegato dell'orchestra di 23 anni, Roy McEwan-Brown, si ritirò nell'agosto 2016. Nell'aprile del 2016 la SCO annunciò la nomina di Gavin Reid come successivo amministratore delegato, con effetto dal 29 agosto 2016.
Ticciati concluse il suo mandato con la SCO alla chiusura della stagione 2017-2018. Nel marzo del 2018 Maksim Emel'janyčev, diresse per la prima volta la SCO come ospite, come sostituto d'emergenza per Ticciati. Sulla base di questa apparizione, nel maggio 2018, la SCO annunciò la nomina di Emel'janyčev come suo sesto direttore principale, effettivo dalla stagione 2019-2020.
Il lavoro della SCO nella musica contemporanea ha compreso collaborazioni con Gordon Crosse, John McLeod e con Peter Maxwell Davies, in particolare la serie dei Concerti Strathclyde. Gli Autumn Gardens di Einojuhani Rautavaara furono eseguiti in prima mondiale con la SCO nel 1999. La SCO eseguì per la prima volta il Concerto for Orchestra (Sangsters) di Sally Beamish nel novembre 2002. La SCO commissionò oltre 100 nuovi lavori, da compositori come Peter Maxwell Davies (il compositore laureato della SCO), Mark-Anthony Turnage, Judith Weir, Sally Beamish, Karin Rehnqvist, Lyell Cresswell, James MacMillan, Hafliði Hallgrímsson, Einojuhani Rautavaara, Stuart MacRae, Edward Harper e Martin Suckling (nominato compositore associato della SCO nel 2013).
La SCO ha registrato per un certo numero di etichette, tra cui la Deutsche Grammophon e Hyperion. Ha una partnership di registrazione con la casa discografica di Glasgow, Linn Records, con la quale ha registrato 12 album, tra cui diverse registrazioni di sinfonie di Mozart dirette da Sir Charles Mackerras e un album di Berlioz diretto da Ticciati.

## Direttori principali
- Roderick Brydon (1974–1983)
- Jukka-Pekka Saraste (1987–1991)
- Ivor Bolton (1994–1996)
- Joseph Swensen (1996–2005)
- Robin Ticciati (2009–2018)
- Maksim Emel'janyčev (designato, effettivo dal 2019)